# Ligue 2 2014/15
Die Ligue 2 2014/15 war die 76. Austragung der zweithöchsten französischen Fußballliga. Die Saison begann am 1. August 2014 und endete am 22. Mai 2015. Zweitligameister wurde ES Troyes AC.
Als Absteiger aus der Ligue 1 kamen der FC Sochaux, der FC Valenciennes und AC Ajaccio dazu, aus der dritten Liga stiegen US Orléans und Gazélec FC Ajaccio auf. Dem sportlich gleichfalls qualifizierten Luzenac Ariège Pyrénées verweigerte der Ligaverband LFP die Lizenz, weil dieser finanziell und mangels eines geeigneten Stadions nicht „reif“ für den professionellen Spielbetrieb sei; stattdessen erhielt der abgestiegene LB Châteauroux nachträglich die Genehmigung, weiterhin in der L2 zu verbleiben. Luzenac hingegen trat 2014/15 mit seiner zur ersten Elf umfirmierten Reservemannschaft in der siebtklassigen Division d’Honneur Régionale an.

## Vereine
| Verein             | Stadt            | Stadion                     | Kapazität |
| ------------------ | ---------------- | --------------------------- | --------- |
| AC Ajaccio         | Ajaccio          | Stade François-Coty         | 08.200    |
| AC Arles-Avignon   | Avignon          | Parc des Sports             | 17.518    |
| AJ Auxerre         | Auxerre          | Stade de l’Abbé-Deschamps   | 21.379    |
| AS Nancy           | Nancy            | Stade Marcel-Picot          | 20.087    |
| Chamois Niort      | Niort            | Stade René Gaillard         | 10.898    |
| Clermont Foot      | Clermont-Ferrand | Stade Gabriel Montpied      | 10.600    |
| ES Troyes AC       | Troyes           | Stade de l’Aube             | 20.842    |
| FC Sochaux         | Sochaux          | Stade Auguste-Bonal         | 20.000    |
| FC Tours           | Tours            | Stade de la Vallée du Cher  | 12.700    |
| FC Valenciennes    | Valenciennes     | Stade du Hainaut            | 25.000    |
| FCO Dijon          | Dijon            | Stade Gaston Gérard         | 10.900    |
| Gazélec FC Ajaccio | Ajaccio          | Stade Ange Casanova         | 09.560    |
| LB Châteauroux     | Châteauroux      | Stade Gaston Petit          | 17.100    |
| Le Havre AC        | Le Havre         | Stade Jules Deschaseaux     | 16.300    |
| Olympique Nîmes    | Nîmes            | Stade des Costières         | 18.500    |
| SCO Angers         | Angers           | Stade Jean-Bouin            | 16.300    |
| Stade Brest        | Brest            | Stade Francis-Le Blé        | 10.200    |
| Stade Laval        | Laval            | Stade Francis-Le Basser     | 18.700    |
| US Créteil         | Créteil          | Stade Dominique-Duvauchelle | 12.200    |
| US Orléans         | Orléans          | Stade de la Source          | 07.533    |

## Abschlusstabelle
| Pl. | Verein             | Sp. | S  | U  | N  | Tore    | Diff. | Punkte |
| --- | ------------------ | --- | -- | -- | -- | ------- | ----- | ------ |
| 1.  | ES Troyes AC       | 38  | 24 | 6  | 8  | 061:240 | +37   | 78     |
| 2.  | Gazélec FC Ajaccio | 38  | 18 | 11 | 9  | 049:370 | +12   | 65     |
| 3.  | SCO Angers         | 38  | 18 | 10 | 10 | 047:300 | +17   | 64     |
| 4.  | FCO Dijon          | 38  | 17 | 10 | 11 | 044:340 | +10   | 61     |
| 5.  | AS Nancy           | 38  | 15 | 13 | 10 | 053:390 | +14   | 58     |
| 6.  | Stade Brest        | 38  | 14 | 15 | 9  | 041:270 | +14   | 57     |
| 7.  | Le Havre AC        | 38  | 14 | 13 | 11 | 047:370 | +10   | 55     |
| 8.  | Stade Laval        | 38  | 11 | 21 | 6  | 041:340 | +7    | 54     |
| 9.  | AJ Auxerre         | 38  | 12 | 16 | 10 | 048:420 | +6    | 52     |
| 10. | FC Sochaux         | 38  | 13 | 13 | 12 | 039:370 | +2    | 52     |
| 11. | Chamois Niort      | 38  | 11 | 17 | 10 | 041:420 | −1    | 50     |
| 12. | Clermont Foot      | 38  | 12 | 13 | 13 | 043:470 | −4    | 49     |
| 13. | Olympique Nîmes    | 38  | 12 | 10 | 16 | 044:570 | −13   | 46     |
| 14. | US Créteil         | 38  | 10 | 15 | 13 | 044:520 | −8    | 45     |
| 15. | FC Tours           | 38  | 12 | 8  | 18 | 049:540 | −5    | 44     |
| 16. | FC Valenciennes    | 38  | 10 | 12 | 16 | 034:510 | −17   | 42     |
| 17. | AC Ajaccio         | 38  | 9  | 14 | 15 | 032:420 | −10   | 41     |
| 18. | US Orléans         | 38  | 9  | 13 | 16 | 036:470 | −11   | 40     |
| 19. | LB Châteauroux     | 38  | 7  | 11 | 20 | 031:630 | −32   | 32     |
| 20. | AC Arles-Avignon   | 38  | 7  | 9  | 22 | 031:590 | −28   | 30     |

Platzierungskriterien: 1. Punkte – 2. Tordifferenz – 3. geschossene Tore

| Zum Saisonende 2014/15:                                            |                                            |
| Aufstieg in die Ligue 1 2015/16 Abstieg in die Dritte Liga 2015/16 |                                            |
|                                                                    |                                            |
| Zum Saisonende 2013/14:                                            |                                            |
| (A)                                                                | Absteiger aus der Ligue 1 2013/14          |
| (N)                                                                | Neuaufsteiger aus der Dritten Liga 2013/14 |

## Torschützenliste
Bei gleicher Anzahl von Treffern sind die Spieler alphabetisch geordnet.
| Pl. | Spieler           | Mannschaft           | Tore |
| --- | ----------------- | -------------------- | ---- |
| 1.  | Mickaël Le Bihan  | Le Havre AC          | 18   |
| 2.  | Jonathan Kodjia   | SCO Angers           | 15   |
| 2.  | Seydou Koné       | Chamois Niort        | 15   |
| 4.  | Youssef Hadji     | AS Nancy             | 14   |
| 4.  | Karl Toko Ekambi  | FC Sochaux           | 14   |
| 6.  | Youssef Adnane    | Stade Brest FC Tours | 13   |
| 6.  | Anthony Le Tallec | FC Valenciennes      | 13   |
| 8.  | Mana Dembélé      | AS Nancy             | 12   |
| 8.  | Nicolas Fauvergue | AC Ajaccio           | 12   |
| 10. | Toifilou Maoulida | Olympique Nîmes      | 11   |
| 10. | Cheikh N’Doye     | US Créteil           | 11   |
| 10. | Benjamin Nivet    | ES Troyes AC         | 11   |
| 10. | Idriss Saadi      | Clermont Foot        | 11   |